# Mimikryhonungsfågel
Mimikryhonungsfågel (Microptilotis analogus) är en fågel i familjen honungsfåglar inom ordningen tättingar.

## Utbredning och systematik
Mimikryhonungsfågel behandlas antingen som monotypisk eller delas in i fem underarter med följande utbredning:
- Microptilotis analogus papuae – förekommer på södra Nya Guinea (Fly River Hall-sundet)
- Microptilotis analogus analogus – förekommer på södra Nya Guinea och Västpapua
- Microptilotis analogus longirostris – förekommer i Aruöarna
- Microptilotis analogus flavida – förekommer i lågland på norra Nya Guinea, Yapen och Meos Num
- Microptilotis analogus connectens – förekommer i lågland på norra Nya Guinea (Wewak till Huonviken)

### Släktestillhörighet
Arten placeras traditionellt i släktet Meliphaga. Genetiska studier visar dock att arterna inte är varandras närmaste släktingar. Numera lyfts därför merparten av arterna ut till det egna släktet Microptilotis, däribland mimikryhonungsfågel.

## Status
IUCN kategoriserar arten som livskraftig.